# کاکل‌فری بزرگ
کاکل فری بزرگ (نام علمی: Crax rubra) نام یک گونه از زیرخانواده کاکل‌فری است.